# Max von Fabeck
Herrmann Gustav Karl Max von Fabeck (Berlin, 6. svibnja 1854. – Partenkirchen, 16. prosinca 1916.) je bio njemački general i vojni zapovjednik. Tijekom Prvog svjetskog rata zapovijedao je s 11., 1., 12. i 8. armijom na Zapadnom i Istočnom bojištu.

## Vojna karijera
Max von Fabeck je rođen 6. svibnja 1854. u Berlinu u pruskoj vojničkoj obitelji. Sin Hermanna von Fabecka, inače general poručnika u pruskoj vojsci, i Berthe von Fabeck rođene von dem Borne. U prusku vojsku stupio je u listopadu 1871. služeći u 1. gardijskoj pješačkoj pukovniji u Potsdamu. Od 1876. pohađa Ratnu školu u Metzu, a od 1878. Prusku vojnu akademiju. Po završetku iste, nastavlja služiti u 1. gardijskoj pješačkoj pukovniji tijekom koje službe je u listopadu 1879. promaknut u čin poručnika. Od travnja 1882. nalazi se na službi u Glavnom stožeru i to do rujna 1886. kada je premješten na službu u stožer 28. pješačke divizije u Karlsruhe. U međuvremenu je, u srpnju 1884., unaprijeđen u čin satnika. Od prosinca 1887. služi u pruskom ministarstvu rata, i to do veljače 1889. kada je raspoređen u 4. brandeburšku pješačku pukovniju "Grossherzog Friedrich Franz II von Mecklenburg-Schwerin". Te iste godine, u listopadu, premješten je u stožer VI. korpusa u Breslau, nakon čega je mjesec dana poslije, u studenom, promaknut u čin bojnika.
U studenom 1893. premješten je u 1. šlesku grenadirsku pukovniju "König Friedrich Wilhelm II" u kojoj služi do veljače 1896. kada je imenovan načelnikom stožera XI. korpusa sa sjedištem u Kasselu. Istodobno s tim imenovanjem unaprijeđen je u čin potpukovnika. Potom, u veljači 1898., postaje zapovjednikom 1. istočnofrizijske pješačke pukovnije "Herzog Friedrich Wilhelm von Braunschweig" tijekom koje službe je u svibnju 1898. promaknut u čin pukovnika. U kolovozu 1901. imenovan je zapovjednikom 25. pješačke brigade kojom zapovijeda idućih pet godina, do travnja 1906., kada postaje zapovjednikom 28. pješačke divizije u Karlsruheu u kojoj je nekada služio. U međuvremenu je, u studenom 1901., unaprijeđen u čin general bojnika, te u siječnju 1906. u čin general poručnika. U siječnju 1910. promaknut je u čin general pješaštva, te imenovan zapovjednikom XV. korpusa sa sjedištem stožera u Strasbourgu. U travnju 1913. postaje zapovjednikom XIII. korpusa smještenim u Stuttgartu zamijenivši na tom mjestu vojvodu Albrechta. Navedenim korpusom zapovijeda i na početku Prvog svjetskog rata.

## Prvi svjetski rat
Na početku Prvog svjetskog rata XIII. korpus kojim je zapovijedao Fabeck je bio u sastavu njemačke 5. armije kojom je na Zapadnom bojištu zapovijedao prestolonasljednik Vilim. Zapovijedajući XIII. korpusom sudjeluje u zauzimanju tvrđave Longwy. Nakon prelaska rijeke Meuse, korpus sudjeluje u borbama kod Varennesa i u Argoni. Sredinom listopada Fabeckov XIII. korpus je premješten na sjeverni dio Zapadnog bojišta u sastav 6. armije kojom je zapovijedao bavarski princ Rupprecht u sklopu koje sudjeluje u bitkama poznatim kao Trka k moru. Korpus tako najprije sudjeluje u borbama oko Lillea, da bi tijekom studenog sudjelovao u Prvoj bitci kod Ypresa tijekom koje bitke je Fabek zapovijedao privremeno oformljenom Armijskom grupom Fabeck. Za uspješno zapovijedanje u borbama u Flandriji Fabeck je 23. kolovoza 1915. odlikovan ordenom Pour le Mérite.
Početkom prosinca 1914. Fabeck je sa XIII. korpusom premješten na Istočno bojište u sastav 9. armije
kojom je zapovijedao August von Mackensen. Krajem te godine i početkom iduće korpus sudjeluje u borbama oko Lowicza i na rijeci Bzuri. U ožujku 1915. Fabeck je imenovan prvim zapovjednikom 11. armije. Navedenom armijom zapovijeda svega mjesec dana jer u travnju 1915. na Zapadnom bojištu zamjenjuje ranjenog Alexandera von Klucka na mjestu zapovjednika 1. armije. S navedenom armijom sudjeluje u borbama na Aisnei i kod Soissonsa.
Prva armija je u rujnu 1915. rasformirana, te su njezine jedinice raspoređene na dvije susjedne armije. Fabeck je sa stožerom 1. armije premješten je na Istočno bojište gdje je imenovan zapovjednikom 12. armije zamijenivši na tom mjestu Maxa von Gallwitza. Navedenom armijom zapovijeda sve do listopada 1916. kada je armija rasformirana. Tada Fabek sa stožerom 12. armije preuzima zapovjedništvo nad 8. armijom kojom je do tada zapovijedao Otto von Below koji je pak preuzeo zapovjedništvo nad Grupom armija Below na Solunskom bojištu.

## Smrt
Fabeck je 8. armijom zapovijedao svega dvadesetak dana, do 22. listopada 1916., kada zbog teške bolesti napušta mjesto zapovjednika. Počinio je samoubojstvo 16. prosinca 1916. godine u Partenkirchenu. Od listopada 1887. je bio oženjen s Helenom von Seldeneck s kojom je imao tri kćeri.

## Vanjske poveznice
(engl.) Max von Fabeck na stranici Prussianmachine.com

(rus.) Max von Fabeck na stranici Hrono.ru

(njem.) Max von Fabeck na stranici Deutschland14-18.de  Arhivirana inačica izvorne stranice od 2. travnja 2016. (Wayback Machine)
| Prethodnik: | Zapovjednik 11. armije Max von Fabeck | Nasljednik:          |
| nitko       | Zapovjednik 11. armije Max von Fabeck | August von Mackensen |

| Prethodnik:         | Zapovjednik 1. armije Max von Fabeck | Nasljednik:     |
| Alexander von Kluck | Zapovjednik 1. armije Max von Fabeck | Fritz von Below |

| Prethodnik:      | Zapovjednik 12. armije Max von Fabeck | Nasljednik: |
| Max von Gallwitz | Zapovjednik 12. armije Max von Fabeck | nitko       |

| Prethodnik:    | Zapovjednik 8. armije Max von Fabeck | Nasljednik:     |
| Otto von Below | Zapovjednik 8. armije Max von Fabeck | Bruno von Mudra |